# Кубок Молдови з футболу 2012—2013
Кубок Молдови з футболу 2012–2013 — 22-й розіграш кубкового футбольного турніру в Молдові. Титул втретє здобув Тирасполь.

## Календар
| Раунд                   | Дата              | Матчі | Клуби   |
| ----------------------- | ----------------- | ----- | ------- |
| Перший попередній раунд | 25-26 серпня 2012 | 13    | 50 → 37 |
| Другий попередній раунд | 1-2 вересня 2012  | 5     | 37 → 32 |
| Перший раунд            | 8-9 вересня 2012  | 10    | 32 → 22 |
| Другий раунд            | 26 вересня 2012   | 6     | 22 → 16 |
| 1/8 фіналу              | 30-31 жовтня 2012 | 8     | 16 → 8  |
| 1/4 фіналу              | 16-17 квітня 2013 | 4     | 8 → 4   |
| 1/2 фіналу              | 7 травня 2013     | 2     | 4 → 2   |
| Фінал                   | 26 травня 2013    | 1     | 2 → 1   |

## Перший раунд
| Команда 1            | Рахунок         | Команда 2               |
| -------------------- | --------------- | ----------------------- |
| 8 вересня 2012       |                 |                         |
| Синжерея (3)         | 0:3             | Веріс (2)               |
| Кодру (Лозова) (3)   | 0:1             | Вікторія (2)            |
| 9 вересня 2012       |                 |                         |
| Тигина (2)           | 0:3             | Динамо-Авто (2)         |
| Ришкани (3)          | 3:1             | Єдинці (2)              |
| Дава (Сороки) (3)    | 2:3             | Локомотива (Бєльці) (2) |
| АБУС (3)             | 0:0 дч пен. 1:3 | Сфинтул Георге (2)      |
| Спарта (Селемет) (3) | 4:0             | Гагаузія (2)            |
| Кагул-2005 (3)       | 3:0             | Маяк (Кірсова) (2)      |
| Слобозія-Маре (3)    | 0:4             | Саксан (2)              |
| Лілкора (2)          | 2:3             | Інтерспорт-Арома (2)    |

## Другий раунд
| Команда 1          | Рахунок | Команда 2               |
| ------------------ | ------- | ----------------------- |
| 26 вересня 2012    |         |                         |
| Динамо-Авто (2)    | 3:2     | Академія                |
| Сперанца           | 3:1     | Ришкани (3)             |
| Сфинтул Георге (2) | 1:2     | Локомотива (Бєльці) (2) |
| Саксан (2)         | 1:3     | Костулень               |
| Кагул-2005 (3)     | 4:0     | Спарта (Селемет) (3)    |
| Рапід (Гідігіч)    | 3:0     | Інтерспорт-Арома (2)    |

## 1/8 фіналу
| Команда 1               | Рахунок         | Команда 2      |
| ----------------------- | --------------- | -------------- |
| 30 жовтня 2012          |                 |                |
| Локомотива (Бєльці) (2) | 1:5             | Дачія          |
| 31 жовтня 2012          |                 |                |
| Динамо-Авто (2)         | 1:3             | Мілсамі        |
| Іскра-Сталь             | 3:3 дч пен. 4:2 | Сперанца       |
| Олімпія (Бєльці)        | 0:0 дч пен. 3:4 | Веріс (2)      |
| Вікторія (2)            | 0:4             | Тирасполь      |
| Ністру                  | 1:0             | Костулень      |
| Рапід (Гідігіч)         | 0:1 дч          | Шериф          |
| Зімбру                  | 3:0             | Кагул-2005 (3) |

## 1/4 фіналу
| Команда 1      | Рахунок | Команда 2 |
| -------------- | ------- | --------- |
| 16 квітня 2013 |         |           |
| Дачія          | 0:1     | Веріс (2) |
| Іскра-Сталь    | 0:1     | Мілсамі   |
| Шериф          | 7:0     | Ністру    |
| 17 квітня 2013 |         |           |
| Тирасполь      | 2:0     | Зімбру    |

## 1/2 фіналу
| Команда 1     | Рахунок         | Команда 2 |
| ------------- | --------------- | --------- |
| 7 травня 2013 |                 |           |
| Веріс (2)     | 0:0 дч пен. 2:1 | Мілсамі   |
| Тирасполь     | 2:1 дч          | Шериф     |

## Фінал
| 26 травня 2013 20:00 (EEST) |

| Веріс (2)                      | 2:2 дч   | Тирасполь              |
| ------------------------------ | -------- | ---------------------- |
| Цирлан 87' Пайє 105' (автогол) | Протокол | Гросу 60' Чептіне 115' |

| Зімбру, Кишинів Глядачів: 4 000 Арбітр: Герхард Гробелнік |

|                                           |     | Пенальті                               |  |
| Гованщий · Ю.Романюк · Мілінчану · Цирлан | 2:4 | Булат · Максименко · С.Шаповал · Гросу |  |